# Robert Bunsen

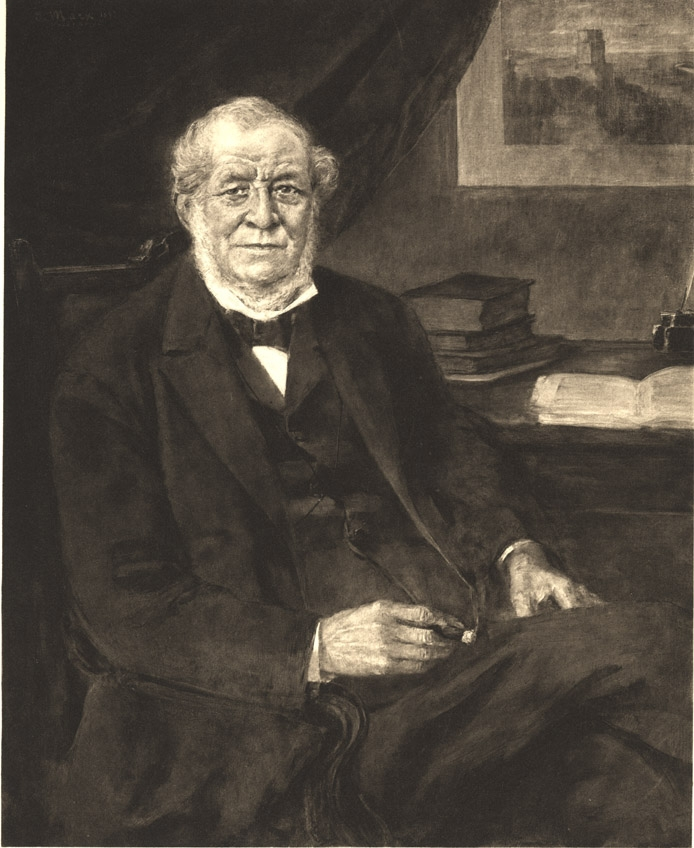
Robert Wilhelm Bunsen

Robert Wilhelm Eberhard Bunsen (Göttingen, 31 de març de 1811 - Heidelberg, 16 d'agost de 1899) fou un químic que va néixer a Göttingen, Alemanya. Va perfeccionar el cremador, que duu el seu nom, inventat pel físic i químic Michael Faraday, i va treballar en l'espectroscòpia d'emissió dels cossos calents.
L'amistat de Bunsen amb Kirchhoff, iniciada l'any 1850 a Breslàvia, va originar grans resultats científics.
Va descobrir el cesi i el rubidi amb el seu espectroscopi. Bunsen era el més jove dels quatre fills de Christian Bunsen (1770-1837), Cap de Biblioteca i professor de Filologia Moderna de la Universitat de Göttingen. La bunsenita és un mineral de la classe dels òxids que s'anomena d'aquesta manera en honor seu.